# هارك بوم
اصغ بوم (بالألمانية: Hark Bohm)‏ هو كاتب سيناريو ومخرج وممثل ألماني، ولد في 18 مايو 1939 في ألمانيا.

## وصلات خارجية
- اصغ بوم على موقع IMDb (الإنجليزية)
- اصغ بوم على موقع مونزينجر (الألمانية)
- اصغ بوم على موقع ألو سيني (الفرنسية)
- اصغ بوم على موقع أول موفي (الإنجليزية)
- اصغ بوم على موقع قاعدة بيانات الأفلام السويدية (السويدية)
- اصغ بوم على موقع ديسكوغز (الإنجليزية)
- اصغ بوم على موقع قاعدة بيانات الفيلم (الإنجليزية)
- اصغ بوم على موقع كينوبويسك (الروسية)